# ザピゾラム
ザピゾラム（英：Zapizolam）はピリドジアゼピン系薬物であり、ピリドトリアゾロジアゼピン系のベンゾジアゼピン類似体である。ベンゾジアゼピン誘導体と同様の鎮静薬、抗不安薬としての作用を持ち、デザイナードラッグとして不正に販売されている。